# Mihail Platon
Mihail Platon (în rusă Михаил Платон; n. 2 septembrie 1932, Bulboaca, raionul Anenii Noi, Republica Moldova – d. 15 februarie 2011, Chișinău, Republica Moldova) a fost un economist, politician și om de stat sovietic moldovean. A fost președintele Comitetului executiv (primar) al orașului Chișinău.

## Biografie
S-a născut în satul Bulboaca din județul Lăpușna, Basarabia (România interbelică). A devenit membru al PCUS în 1954. În anii 1952-1990 a ocupat diferite posturi de stat, printre care: primul secretar al Comitetului centrul Strășeni al Comsomolului, ulterior, în aparatul Comitetului central al Comsomolului PCM, secretar-adjunct al comitetului de partid al fermei colective din Florești, al doilea secretar al comitetului raional Florești al PCM, președinte al comitetului executiv al raionului Criuleni, prim-secretar al comitetului raional Ungheni al PCM, șef al departamentului de știință și instituții de învățământ al Comitetului central al Partidului Comunist din Moldova.
A fost deputat al Sovietului Suprem al RSS Moldovenești în convocările 9-11.
A murit după anul 1990.